# Das Urteil (Kafka)

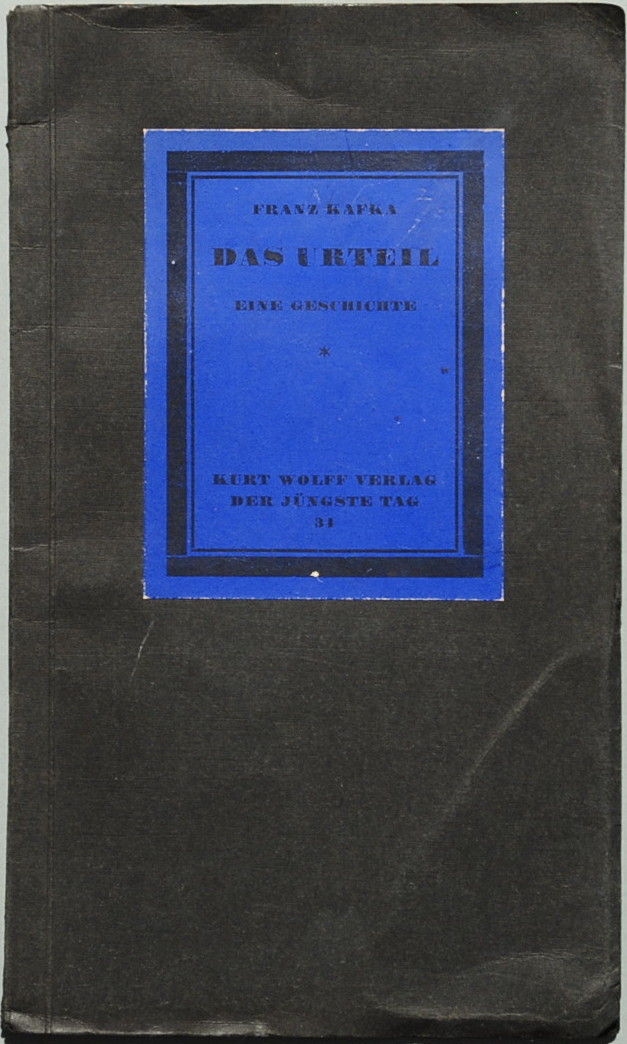
Original-Broschur des ersten Einzeldrucks 1916

Das Urteil (Untertitel: Eine Geschichte für Felice B.) ist eine 1912 (in der Nacht vom 22. auf den 23. September) entstandene und 1913 veröffentlichte Novelle von Franz Kafka.

## Zusammenfassung
Die Erzählung hat den Charakter einer Novelle und handelt von einem Vater-Sohn-Konflikt. Georg Bendemann, Sohn eines Kaufmanns, verlobt und kurz vor der Heirat stehend, korrespondiert brieflich mit seinem – aus seiner Sicht – glücklosen Freund in Petersburg. Um ihn zu schonen, verschweigt Georg in seinen Briefen viel von seinem eigenen erfolgreichen Leben. Doch nach langem Überlegen und eifrigem Zureden vonseiten seiner zukünftigen Frau entschließt er sich, ihm doch von seiner bevorstehenden Hochzeit zu erzählen. Als Georg mit dem Brief zu seinem Vater geht, kommt es zu einem Disput. Während des Streits erfährt der Sohn, dass sein Vater angeblich schon lange mit dem Petersburger Freund in Verbindung stehe und diesen längst über alles unterrichtet habe. Der Vater wirft Georg vor, die Leitung des Geschäftes an sich gerissen und eine nicht ehrenhafte Verlobte gewählt zu haben. Er beendet die Auseinandersetzung mit den Worten: „Ich verurteile dich jetzt zum Tode des Ertrinkens!“ Daraufhin läuft der Sohn aus dem Haus, stürzt zum Fluss, schwingt sich über das Geländer, „rief leise: ‚Aber liebe Eltern, ich habe euch doch immer geliebt‘, und ließ sich hinabfallen.“ (In der Erstausgabe von 1913 hieß es: „… und ließ sich hinfallen.“)

## Form
Die surrealistisch gefärbte „unerhörte Begebenheit“ lässt eine Zuordnung der Geschichte zur Gattung „Novelle“ als gerechtfertigt erscheinen. Verschiedene Interpreten stufen sie jedoch auch lediglich als Erzählung oder, wie Kafka im Untertitel, als Geschichte ein.
Das Werk lässt sich in vier Szenen gliedern:
- Georg mit Brief am Fenster
- Georg geht zum Vater
- Disput mit dem Vater
- Urteil und Vollstreckung

Daneben sind auch andere Gliederungen möglich.
Die Erzählperspektive gibt zwar die Gedanken des Sohnes, nicht aber die des Vaters wieder. Der Vater wird durch seine kritisierenden, drohenden und zynischen Äußerungen dargestellt, die dem Sohn wie dem Leser überwiegend unverständlich bleiben. Letzterer bleibt ausschließlich auf die Wahrnehmungsweise Georgs angewiesen. Die Sicht des anonymen Erzählers auf Georg ist nüchtern und teilnahmslos. Sein Blick auf Georgs Sturz von der Brücke am Ende der Geschichte zeigt eine Dynamik, in der das individualpsychologische Moment ausgelöscht wird. Sie verbindet die Eindrücke des Großstadtlebens mit der Reflexion filmischer Bewegungsbeschleunigung und der Agonie des Protagonisten.

## Hintergrund
Laut Kafkas Tagebucheintrag vom 23. September 1912 brachte er die Erzählung in der Nacht vom 22. zum 23. September in nur acht Stunden zu Papier. Diese Nacht wird oft als Geburt des Literaten von Weltruf angesehen. Kafka beschrieb die Entstehung des Werkes so: „Die Geschichte ist wie eine regelrechte Geburt mit Schmutz und Schleim bedeckt aus mir herausgekommen.“ Die Metapher der „Geburt“ verwendete er in seinen Tagebüchern und Briefen mehrfach zur Veranschaulichung seines künstlerischen Schaffensprozesses. So beklagte er sich gut ein Jahr vor dem Urteil darüber, dass ihm keine zusammenhängende Geschichte gelinge: „Würde ich einmal ein größeres Ganzes schreiben können, wohlgebildet vom Anfang bis zum Ende, dann könnte sich auch die Geschichte niemals endgiltig  von mir loslösen und ich dürfte ruhig und mit offenen Augen als Blutsverwandter einer gesunden Geschichte ihrer Vorlesung zuhören, so aber lauft jedes Stückchen der Geschichte heimatlos herum und treibt mich in die entgegengesetzte Richtung.“
Die Erstausgabe enthält die Widmung „Für Fräulein Felice B.“ Darauf, dass Kafka im Urteil sich und seine Beziehung zu Felice verarbeitet hat, wies er im Tagebucheintrag vom 11. Februar 1913 selbst hin. In einem Brief fragte er sie auch: „Findest Du im ‚Urteil‘ irgendeinen Sinn … Ich finde ihn nicht und kann auch nichts darin erklären.“
Kafkas eigene Äußerungen helfen tatsächlich kaum, die Geschichte zu deuten. Er stellte selbst die Existenz des Freundes in Russland in Frage, der Freund sei „vielleicht eher das, was dem Vater und Georg gemeinsam ist.“ Er erwähnte „Gedanken an Freud natürlich“, ohne näher auf psychologische Zusammenhänge einzugehen und dort Erklärung zu suchen.
Max Brod behauptete, dass Kafka beim letzten Satz der Geschichte mit dem „geradezu unendlichen Verkehr“ über die Brücke an eine starke Ejakulation gedacht habe. So ergibt sich auch die überraschende Deutungsvariante, dass das Urteil eine symbolische Abnabelung vom Elternhaus begründe und ein Einswerden mit dem „unendlichen Verkehr“ (dem Strom des Lebens) der außerhalb befindlichen Welt darstelle. Diese Deutung als symbolische Abnabelung wird von weiteren Beobachtungen gestützt: Da innerhalb der Erzählung kein Hinweis auf einen tatsächlichen Tod Georgs enthalten ist, kann die Flucht aus dem Elternhaus als Loslösung verstanden werden. Der Sprung von der Brücke (einem Übergangsmedium) in den Fluss, der bereits seit der Antike symbolisch als Ort der Wiedergeburt fungiert, gleicht unter diesen Vorzeichen einem Eintritt in ein selbst bestimmtes Leben an der Seite der selbst gewählten Frau, kurz: einer rituellen Wiedergeburt.

## Personen
Es fällt auf, dass alle auftretenden Personen extremen Wandlungen unterworfen sind und teilweise unerklärlich divergierende Charaktere darstellen.

### Georg
Er wird zunächst als sehr positive Figur eingeführt. An einem Frühlingstag am Fenster sitzend, schreibt er einen Brief an seinen glücklosen Freund in Russland. Georg hat sich verlobt und blickt auf große geschäftliche Erfolge in den letzten Jahren zurück. Aber schon an den Überlegungen, die er beim Schreiben dieses Briefes anstellt, erkennt man in ihm Zweifel, Skrupel und eine Verunsicherung, die sich mit der eingangs dargestellten Erfolgsnatur nicht decken. Die Zweifel entspringen einem unsicheren Mitgefühl für den Freund, denn Georg scheint sich ihm gegenüber eben nicht nur freundschaftlich verbunden, sondern eher distanziert zu verhalten.
Wahrscheinlich wegen dieser Zweifel schickt Georg den Brief auch nicht sofort ab, sondern geht damit erst zu seinem Vater, wohl um dessen Zustimmung zu erhalten. Im Zimmer des Vaters erlebt der Sohn diesen zunächst als hinfälligen alten Mann, dem er sofort Mitgefühl entgegenbringt, wobei er sich vornimmt, künftig besser für ihn zu sorgen. Der Vater reagiert darauf unerwartet und erschreckend. Er weist Georgs Fürsorge als Bevormundung zurück. Die neuen Geschäftserfolge spricht er seiner eigenen guten Vorbereitung, nicht aber Georgs Tätigkeit zu. Die Verlobte, die, soweit sie in der Geschichte auftritt, als positiv dargestellt wird, schmäht er als ordinäre Person. Der Freund in Russland, zu dem er heimlich Kontakte hat, sei ein Sohn nach seinem Herzen. Seinen eigenen Sohn bezeichnet er als teuflischen Menschen.
Georg ist völlig unfähig, auf diese Ungeheuerlichkeiten des zornigen väterlichen Ausbruchs zu reagieren. Man erlebt hier geradezu die Demontage einer Persönlichkeit vom Erfolgsmenschen zum stammelnden Kind durch den hypnotisierenden Einfluss des Vaters. Er reagiert immer nur mit kurzen konfusen Einwürfen, was auch der Vater bemerkt. Georg verteidigt weder sich in seiner Stellung als Sohn (oder auch eigenständige Person) noch verteidigt er seine Verlobte.
Als der Vater ihn zum „Tode des Ertrinkens“ verurteilt, löst das bei Georg nur Panik aus, er fühlt sich aus dem Zimmer gejagt und jagt ohne Besinnung weiter bis zur Brücke, um sich dort in den Fluss fallen zu lassen. Zu einer kühlen intellektuellen Bewertung oder gar einer Auflehnung gegen das väterliche Urteil, das ja keinerlei öffentliche Legitimation hat, wie sonst ein juristisches Urteil, ist er nicht in der Lage. Warum das so ist, wird in der Geschichte nicht erklärt. Es wird hier nur das verhängnisvolle Ende präsentiert.
Es ist anzunehmen, dass die Gründe (so es denn reale Gründe gibt) in der familiären Entwicklungsgeschichte Georgs liegen. Auch sein letzter Ausspruch: „Liebe Eltern, ich habe Euch doch immer geliebt“, verweist auf das frühere Leben und Aufwachsen mit den Eltern. Tiefe Minderwertigkeitsgefühle und der Wunsch, doch noch im Einklang mit dem Vater zu sein, könnten ein möglicher Schlüssel dazu sein, warum er sich so bedingungslos dem Urteilsspruch unterwirft.

### Georgs Vater
Er wird eingeführt als bedauernswerter, hinfälliger alter Mann, der in einem kleinen dunklen Zimmer lebt. Seinen geäußerten Zweifel an der Existenz des Freundes in Russland scheint man zunächst einer Altersverwirrtheit zurechnen zu müssen. Dann merkt man aber, dass er ganz gezielt darauf zugesteuert hat, um über dem Lob dieses Freundes seinem Sohn schwere Vorwürfe zu machen.
Plötzlich erscheint der Vater Georgs als Riese und Schreckensbild, vor dem er ganz klein, also ein Kind, wird. Nicht erklärt wird, warum der Vater die geschäftliche Leistung des Sohnes verachtet und warum er die Verlobte in die Nähe einer Cancantänzerin (= Prostituierte) bringt. Die Dinge, die zu Beginn der Geschichte den Erfolg Georgs signalisieren, werden vom Vater gerade gegen Georg gewendet. Der Vater hat eine große mentale Macht über Georg. Seine Abscheu vor Georg ist aber so stark, dass er mit dem Vollzug des Urteils das Auslöschen seiner Sippe – andere Kinder des Vaters werden nicht erwähnt – herbeiführen lässt.
Mit der Urteilsverkündung bricht auch der Vater zusammen, wie Georg im Hinauseilen flüchtig registriert.

### Der Petersburger Freund
Dieser ist schemenhaft und tritt nur indirekt und namenlos auf. Er wird zunächst von Georg als bedauernswerte Existenz geschildert: Auswanderer nach Russland, schlecht gehende Geschäfte, einsam, eine Krankheit in sich tragend. Der Vater erklärt aber, diesen Mann viel mehr zu schätzen als den eigenen Sohn, ohne Gründe dafür anzugeben. Es scheint paradox, dass der Vater diesen freudlosen Junggesellen seinem Sohn so sehr vorzieht.
Am Anfang ist der Freund derjenige, dem man Wissen nur gefiltert weitergibt und ihn damit zum Unterlegenen macht. Durch die heimlichen Briefkontakte zwischen Freund und Vater ist Georg nun in der Situation des Unwissenden und Getäuschten, der Freund aber übersieht alles klar. Kafka hat die tatsächliche Existenz des Freundes infrage gestellt und nur als Ausdruck des Gemeinsamen zwischen Vater und Sohn bezeichnet. Gleichzeitig ist aber doch die Bevorzugung des Freundes der riesige Keil, den der Vater schon lange zwischen sich und Georg getrieben hat.
Man kann den Freund auch als Alter Ego von Kafka sehen. Der Freund lebt so, wie Kafka propagiert, dass man als Künstler leben muss: einsam, wenig Erwerbsarbeit, keine Ehe. Bezeichnend ist, dass der Freund Georg bewegen wollte, auch nach Russland auszuwandern. Die Figur des fernen Freundes erinnert an den einsamen Mann in der russischen Eisenbahnstation aus Erinnerungen an die Kaldabahn. Sie erinnert aber auch an die asketische Junggesellenfigur des Beters in jener frühen Erzählung Kafkas, die Das Urteil oft bis ins Detail vorwegnimmt, nämlich in Beschreibung eines Kampfes. Dort spricht der „Dicke“ von ihm als „mein Freund der Beter“, und auch dieser „Dicke“ stürzt in einen Fluss. Aus „mein Freund der Beter“ wird also der fast namensgleiche „Petersburger Freund“, und aus dem Dicken wird Georg Bendemann.

## Interpretationsvielfalt
Das Urteil ist wohl das am häufigsten interpretierte Werk Kafkas, vielleicht sogar der deutschsprachigen Literatur überhaupt. Es sind inzwischen weit mehr als 200 veröffentlichte deutschsprachige Deutungsversuche bekannt, und ein Ende ist nicht absehbar. Angesichts der Tatsache, dass diese knappe Geschichte mit ihren sich extrem wandelnden Personen und Zusammenhängen die unterschiedlichsten Methoden der Literaturtheorie (u. a. Hermeneutik, Strukturalismus, Rezeptionsästhetik, Diskursanalyse) zu vielfältigen Deutungen veranlasste, spricht die amerikanische Kritikerin Susan Sontag sogar davon, dass Kafka das Opfer einer Massenvergewaltigung durch eine Armee von Interpreten geworden sei. Man vergleiche hierzu auch die Interpretation seines Gesamtwerkes.
Auch Kafka hat sich in Briefen und Tagebuchaufzeichnungen verschiedentlich interpretatorisch mit dem Urteil beschäftigt. Bezeichnend ist sein resümierender Satz: „Sicher bin ich dessen aber auch nicht.“

### Biographische Deutung
Die Erzählung lässt sich autobiographisch deuten und sowohl auf Kafkas Konflikt mit seinem Vater als auch auf einen ähnlichen Fall in seinem Freundeskreis zurückführen.
Man erkennt drei wesentliche Lesarten, die von einer inneren Beziehung zwischen Kafka und seiner Figur Georg ausgehen:
- Die Erzählung berührt zum einen den unterschwelligen Kampf der Gefühle zwischen Vater und Sohn, der Kafka bekanntlich zeitlebens belastete. Sein Selbstgefühl war vom Urteil des Vaters abhängig, der ihm immer wieder signalisierte, dass Kafkas Erfolge nichtig seien und es schließlich schlimm mit ihm ausgehen werde. So entwickelte Kafka das schuldbewusste Lebensgefühl eines Betrügers, eine Falschheit, die ja der Vater im Urteil dem Sohn gerade zum Vorwurf macht. Kafkas (auch aus anderen Quellen gespeistes) existentielles Schuldgefühl, das sich mitunter in einer geradezu masochistischen Selbstvernichtungslust äußerte, findet in der Erzählung ihre Entsprechung in der widerspruchslosen Hinnahme der Anklagerede und der willfährigen Selbsthinrichtung.[21]

- Auf einer zweiten Sinnebene berührt die Erzählung die Lebenssünde der Gefühlskälte, die Kafka sich innerlich vorwarf und die in seiner Lieb- und Herzlosigkeit anderen Menschen (hier: dem Freund, der Verlobten und dem Vater) gegenüber und in seiner allzu engen Selbstbezogenheit (Kafkas Heiratsprobleme) sah. Der Vater wirft Georg diese Lebenssünden (mehr oder minder verschlüsselt) an den Kopf, und dessen klaglose Annahme des Urteils spricht dafür, dass diese einem tödlichen Selbsterkennungsakt (Georgs wie Kafkas) entspricht.[21]

- Die dritte Lesart richtet ihr Augenmerk darauf, dass Georgs Freund viele seiner Attribute mit dem Autor Kafka teilt: Er hat keinen Geschäftssinn, lebt isoliert und ohne weibliche Beziehung – wie ein Alter Ego Kafkas. Die Erzählung verkörpert demnach eine innerpersonale Auseinandersetzung zweier Persönlichkeitsanteile Kafkas, wobei Georg eher das von Kafkas realem Vater gewünschte Idealbild des Sohnes darstellt (geschäftsinteressiert, gesellschaftlich eloquent, heiratswillig), während der dem fiktionalen Vater scheinbar näherstehende Freund gerade Kafkas tatsächliche Wesenszüge verkörpert. Kafka lässt sich als Autor gewissermaßen auf das Gedankenspiel ein, dass er als Georg dieser vaterkonforme Geschäftsmann sei, der er in Wirklichkeit nicht sein konnte. Zugleich imaginiert er die Wunscherfüllung, sein Vater liebe im Grunde gerade den weltabgewandten Sohn. Bezeichnend an seiner Erzählung ist, dass Kafka dort diesen Selbstverrat an seinem dominanten weltfremden Ich tödlich ahndet.[17]

- Es wird hier eine Geschichte erzählt, die nicht mehr nur als kommunikativer Vater-Sohn-Konflikt gelesen werden kann, sondern die modellhafte Szenen eines innerfamiliären Machtkampfes auf Leben und Tod entfaltet,[22] der nicht nur verbal, sondern auch körperlich wie eine Choreographie ausgetragen wird (Niederknien des Sohnes, Tragen des Vaters, Zudecken des Vaters, Hochaufrichten des Vaters). Im Machtapparat „Familie“ sind die sozialen, erotischen und ökonomischen Strukturen als Bestimmungsmomente der bürgerlichen Existenz untrennbar miteinander verzahnt. Durch den Tod der Mutter einerseits und Georgs Heiratsabsichten und geschäftliche Erfolge andererseits verändert sich das familiäre Machtgefüge, das der Vater um den Preis der Auslöschung der Familie wiederherstellt.

Erhellend für das „Urteil“ ist Kafkas Brief an den Vater, der sieben Jahre später verfasst wurde. Hier finden sich verschiedene Motive aus dem „Urteil“ wieder, beispielsweise die starke, redehemmende Verunsicherung des Sohnes, die Riesenhaftigkeit des Vaters und die vom Vater als anstößig dargestellte Verlobte. Im gleichen Jahr 1919 erschien auch Elf Söhne, in dem die teils latente, teils offene Ablehnung der elf verschiedenen Söhne durch einen letztlich unglücklichen Vater thematisiert wird. Auch zur kurz nach dem Urteil entstandenen Novelle Die Verwandlung bestehen Bezüge. Auch dort wird ein Sohn, der den Forderungen seiner Familie nicht gerecht wird, am Schluss zum Verschwinden aufgefordert und stirbt.
Dass Kafka das „Urteil“ seiner neuen Freundin Felice Bauer widmete, war nicht ohne Risiko. Die Frau in der Geschichte mit den Initialen F. B. wird vom Vater als ordinär dargestellt. Die Beziehung zu ihr ist einer der erkennbaren Gründe, warum der Vater Georg so sehr ablehnt. Wie Felice das auf sich bezogen hat, ist nicht bekannt. Ihre Briefe hat Kafka nach der späteren zweiten Entlobung offensichtlich alle vernichtet.
Gegen eine allzu autobiographische Identifizierung Kafkas mit Georg Bendemann spricht allerdings, dass Kafkas Vater mit seinem Sohn eben gerade nicht das Problem hatte, dass dieser ihn verdrängen oder dominieren wollte. Das genaue Gegenteil war der Fall.

Kafka war im Übrigen ein ausgezeichneter, akrobatischer Schwimmer. Ein Sprung aus großer Höhe in einen Fluss wäre für ihn ein sportliches Kunststück, aber kaum eine sichere Selbstmordmethode gewesen. Andererseits war für Kafka, wie Jahre später im Fragment Der große Schwimmer geschildert,
die Vorstellung eines Schwimmers präsent, der zu großen sportlichen Ehren gelangt, aber eigentlich gar nicht schwimmen kann.
So ist also im Ende der Geschichte sowohl das tödliche Scheitern als auch gleichzeitig ein klammheimliches Entkommen aus dem Urteilsspruch des Vaters enthalten.

## Zitate
„Folgte er aber wirklich dem Rat […] so bliebe er dann trotz allem in seiner Fremde, verbittert durch die Ratschläge, und den Freunden noch ein Stück mehr entfremdet […] fände sich nicht in seinen Freunden und nicht ohne sie zurecht, litte an Beschämung, hätte jetzt wirklich keine Heimat und keine Freunde mehr; war es da nicht viel besser für ihn, er blieb in der Fremde, so wie er war?“

„Auf seinen Armen trug er den Vater ins Bett. Ein schreckliches Gefühl hatte er, als er während der paar Schritte zum Bett hin merkte, dass sein Vater mit seiner Uhrkette spielte.“

„Jetzt weißt du also, was es noch außer dir gab, bisher wusstest du nur von dir! Ein unschuldiges Kind warst du ja eigentlich, aber noch eigentlicher warst du ein teuflischer Mensch. – Und darum wisse: Ich verurteile dich jetzt zum Tode des Ertrinkens!“

## Rezeption

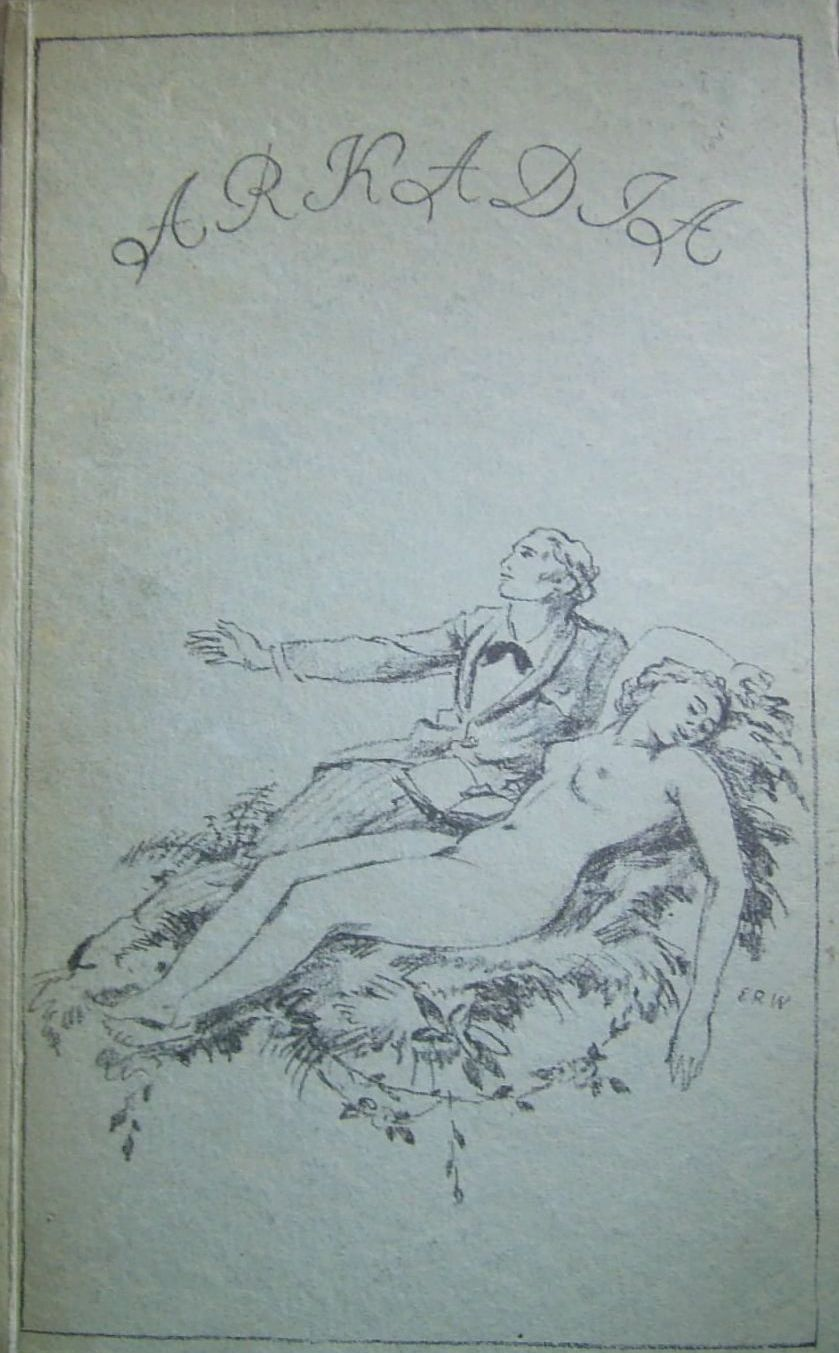
Arkadia von 1913, in der Das Urteil erstmals erschien

- Stach (S. 115 ff.) betont die positiv-bestätigende Wirkung des Urteils auf Kafka als Literat. Es war sein erstes Werk aus einem Guss, das in einem einzigen produktiven Schub entstand ohne diverse fragmentarische Stadien.
- Rieck (S. 32/33) hebt dagegen hervor, dass Kafkas frühe Erzählung „Beschreibung eines Kampfes“ bereits praktisch alle wichtigen Figuren und Handlungselemente des „Urteils“ enthält, was dessen Entstehung in nur einer Nacht erklären kann. Rieck zufolge sind beide Texte und darüber hinaus Kafkas Hauptwerk die Beschreibung des Kampfes zweier unversöhnlicher, problematisch gewordener Persönlichkeitsanteile: eines asketischen und eines vitalen.
- Alt (S. 324) schreibt, dass ein Kampf in Szene gesetzt wird, bei dem die Gesten und die Körperhaltungen eine eigene Machtordnung veranschaulichen.
- Sudau (S. 57): „Wenn in Georgs Vater wie im Türhüter Vor dem Gesetz das Lächerliche und das Erhabene, die Niedertracht und die Anmutung von Gottesrepräsentanz gleichzeitig präsent sind, so wird jede Aussicht auf eine eindeutige Lesbarkeit der Welt – und eine eindeutige Interpretierbarkeit von Kafkas Texten – zuschanden.“
- Jahraus (S. 417/418): „‚Das Urteil‘ liefert eine Analyse sozialer Macht und sozialer Machtkämpfe und somit eine Analyse der ‚Machtökonomie der bürgerlichen Welt‘. Sie zeigt, was Macht ist und wie Macht sozial, ökonomisch und erotisch definiert wird. Die Aneignung von Macht durch das eine Subjekt kann nur durch die Entmachtung des anderen Subjekts erfolgen.“
- Drüke (S. 31 f.) betont, dass Kafka nirgendwo Georgs Tod beschreibt und dass auch eine Art Wiedergeburt im Fluss oder am Ufer möglich sei (außerhalb des Textes). Georg nutze dann den väterlichen Befehl zum subjektiv längst angestrebten Abschied vom Leben als Sohn an der Seite jenes Vaters, den er im entscheidenden Dialog „Komödiant“ nennt, dem er Grimassen schneidet und dem er gar den Tod wünscht („wenn er jetzt fiele und zerschmetterte!“). Indem sich der Sohn dem Urteil widersetzt, „löst er sich vom alten Befehlshaber und wird sein eigener: Er wird erwachsen“.
- Auf produktive Weise hat sich Peter Stamm in seinem 1998 erschienenen Roman Agnes den Schluss der Novelle angeeignet: Einer möglichen Interpretation des Romans zufolge tötet der Erzähler seine Lebensgefährtin, indem er ihr in einer Binnengeschichte den „Tod durch Erfrieren“ „vorschreibt“. Demnach vollstreckt die junge Frau den „Selbsttötungsbefehl“, indem sie ihm (vergleichbar mit dem Verhalten Georg Bendemanns) „wie in Trance“ Folge leistet.

### Ausgaben
- Das Urteil. Eine Geschichte von Franz Kafka. In: Max Brod (Hrsg.): Arkadia. Ein Jahrbuch für Dichtkunst. Kurt Wolff Verlag Leipzig 1913, S. 53–65 (Erstausgabe)[25]
- Paul Raabe (Hrsg.): Franz Kafka. Sämtliche Erzählungen. Fischer-Taschenbuch-Verlag, Frankfurt am Main/Hamburg 1970, ISBN 3-596-21078-X.
- Roger Hermes (Hrsg.): Franz Kafka. Die Erzählungen. Originalfassung. Fischer Verlag, 1997, ISBN 3-596-13270-3.
- Wolf Kittler, Hans-Gerd Koch, Gerhard Neumann (Hrsg.): Franz Kafka: Drucke zu Lebzeiten. Fischer Verlag, Frankfurt a. M. 1996, S. 41–61.
- Franz Kafka: Das Urteil. Mit Illustrationen von Karel Hruška. Vitalis 2005, ISBN 3-89919-087-4.
- Franz Kafka: Das Urteil und andere Prosa. Reclam, 2012, ISBN 978-3-15-009677-2.

### Sekundärliteratur
- Peter-André Alt: Franz Kafka. Der ewige Sohn. Eine Biographie. C.H. Beck, München 2005, ISBN 3-406-53441-4.
- Peter-André Alt: Kafka und der Film. C.H. Beck, München 2009, ISBN 978-3-406-58748-1.
- Oliver Jahraus, Stefan Neuhaus (Hrsg.): Kafkas „Urteil“ und die Literaturtheorie. Zehn Modellanalysen. Reclam, Stuttgart 2002, ISBN 3-15-017636-0.
- Theodor Pelster: Lektüreschlüssel. Franz Kafka: Brief an den Vater / Das Urteil. Reclam, Stuttgart 2008, ISBN 978-3-15-015395-6.
- Joachim Pfeiffer: Franz Kafka Die Verwandlung / Der Brief an den Vater. Oldenbourg Interpretationen, ISBN 3-486-88691-6.
- Gerhard Rieck: Franz Kafka und die Literaturwissenschaft. Königshausen&Neumann, Würzburg 2002, ISBN 978-3-8260-2332-3.
- Wiebrecht Ries: Kafka zur Einführung. Junius, Hamburg 1993, ISBN 3-88506-886-9.
- Monika Ritzer: Das Urteil. In: Manfred Engel, Bernd Auerochs (Hrsg.): Kafka-Handbuch. Leben – Werk – Wirkung. Metzler, Stuttgart, Weimar 2010, ISBN 978-3-476-02167-0, S. 152–163.
- Wendelin Schmidt-Dengler, Norbert Winkler (Hrsg.): Die Vielfalt in Kafkas Leben und Werk. Vitalis, 2005, ISBN 3-89919-066-1.
- Reiner Stach: Kafka. Die Jahre der Entscheidungen. S. Fischer, Frankfurt/Main 2004, ISBN 3-596-16187-8.
- Ralf Sudau: Franz Kafka: Kurze Prosa / Erzählungen. 2007, ISBN 978-3-12-922637-7.
- Cerstin Urban: Franz Kafka: Erzählungen II. (Königs Erläuterungen und Materialien, Bd. 344). Bange, Hollfeld 2003, ISBN 3-8044-1756-6.
- Bettina von Jagow, Oliver Jahraus: Kafka-Handbuch. Leben-Werk-Wirkung. Vandenhoeck& Ruprecht, 2008, ISBN 978-3-525-20852-6.
- Volker Drüke: Höchste Zeit für Georg Bendemann. In: Übergangsgeschichten. Von Kafka, Widmer, Kästner, Gass, Ondaatje, Auster und anderen Verwandlungskünstlern.  Athena-Verlag, Oberhausen, S. 25–32.

## Verfilmungen
Cornelia Köhler: Das Urteil. Schulfilm, DVD, Deutschland 2015.